# Chrisant Rašov
Chrisant Rašov (Rašovič) (bulharsky Хрисант Рашов; * asi 1820) byl bulharský fotograf a mnich.

## Životopis
Narodil se kolem roku 1820. Podle některých předpokladů vystudoval seminář v Rusku. Tam také studoval fotografii.
Jeho práce jako fotografa v Bulharsku byla doložena v období 1861–1871. Pracoval jako fotograf ve městě Kazanlak a okolí, pravděpodobně jako cestující fotograf ve městech Stara Zagora, Chirpan, Karnobat.
Působil také jako mnich v Kazanlaku a byl opat kláštera v obci Mygliž v období 1869–1871.
Kromě Chrisanta, jako fotograf ve městě Kazanlak před Osvobozením působil také Christo Ivanov Rašev, blízký příbuzný Chrisanta a jeho student.